# Parthénios de Nicée
Pour les articles homonymes, voir Parthénios.
Parthénios de Nicée (en grec ancien Παρθένιος / Parthénios) est un poète élégiaque grec du Ier siècle av. J.-C., considéré comme un précurseur du roman grec.

## Biographie
Né à Nicée ou Myrléa en Bithynie entre 95 av. J.-C. et 85 av. J.-C., il est fait prisonnier par Cinna au cours de la deuxième guerre mithridatique (guerres qui opposent Mithridate VI, roi du Pont, à l'Empire romain), mais sa vie est épargnée en vertu de ses qualités d'enseignant. En 73 av. J.-C. ou 65 av. J.-C., il est amené à Rome où il demeure une fois libéré. Il fait la connaissance de Virgile, dont il fut peut être un des inspirateurs, et de Cornelius Gallus, un poète élégiaque. Il vécut jusque sous le règne de Tibère (selon la Souda, mais en réalité, sa mort survint avant le règne du successeur d’Auguste).

## Œuvre
Il composa des élégies, un Épicédion d'Arété, recueil en mémoire de sa femme, des Métamorphoses, et quelques petits poèmes mythologiques.
Parthénios de Nicée est l'auteur des Passions amoureuses (Περὶ Ἐρωτικῶν Παθημάτων / Perì Erôtikỗn Pathêmátôn), un recueil de trente-six histoires d'amour malheureuses en prose.
Ce recueil se compose d'histoires courtes, historico-mythologiques, écrites dans un style sec, et sans grande recherche stylistique.
L'ouvrage rédigé à partir de l'œuvre de poètes et auteurs hellénistiques. Il est probable que ce recueil devait servir d'inspiration à Cornelius Gallus (à qui l'œuvre est dédiée) pour ses élégies ainsi qu'à Ovide pour ses Métamorphoses.

## Analyse critique de ses Erotiká
Au-delà de la brièveté et de la sécheresse des 36 histoires d'amours malheureuses, on ne manquera pas d'être surpris par la monotonie répétitive de l'ensemble de ces histoires comme l’inéluctable agitation tragique de l'amour humain.
Ainsi que les relations qui unissent les différents personnages commencent bien ou mal, la fin en est invinciblement tragique.

## Ses sources
Parthénios ne nous dit rien sur ses sources. Il aurait utilisé des épitomé d'historiens ou aurait utilisé un manuel de mythographie. Parfois il mentionne dans des manchettes (servant à compléter les informations du texte) les auteurs où il a puisé son information (il en nomme vingt-neuf, dont l'historien et ami Aristodème de Nysa ).
Voici une liste d'auteurs qui l'ont inspiré :
- Alexandre d'Étolie
- Andriscos
- Aristocritos
- Aristodème de Nysa
- Asclépiade de Myrlée
- Hégésianax originaire d'Alexandrie en Troade, est un historien, un grammairien et un poète grec du IIe siècle av. J.-C.[2]
- Hégésippe de Mécyberne est un historien grec du IIe siècle av. J.-C.[3]
- Hellanicos de Mytilène est un logographe grec, dont la date de naissance est diversement située : 496/5 av. J.-C., 479 av. J.-C. On le dit contemporain de Thucydide et de peu postérieur à Hérodote[4].
- Hermésianax est un poète élégiaque grec, de la première moitié du IIIe siècle av. J.-C.[5]
- Phanias, élève d'Aristote
- Phylarque est un historien du IIIe siècle av. J.-C., né à Athènes, Naucratis ou Sicyone[6].
- L'historien grec Timée de Tauroménion.
- Théophraste est un philosophe, élève d'Aristote et deuxième scholarque du Lycée ; il cite de lui des extraits de Sur les Circonstances[7], traité en deux livres.